# 煨

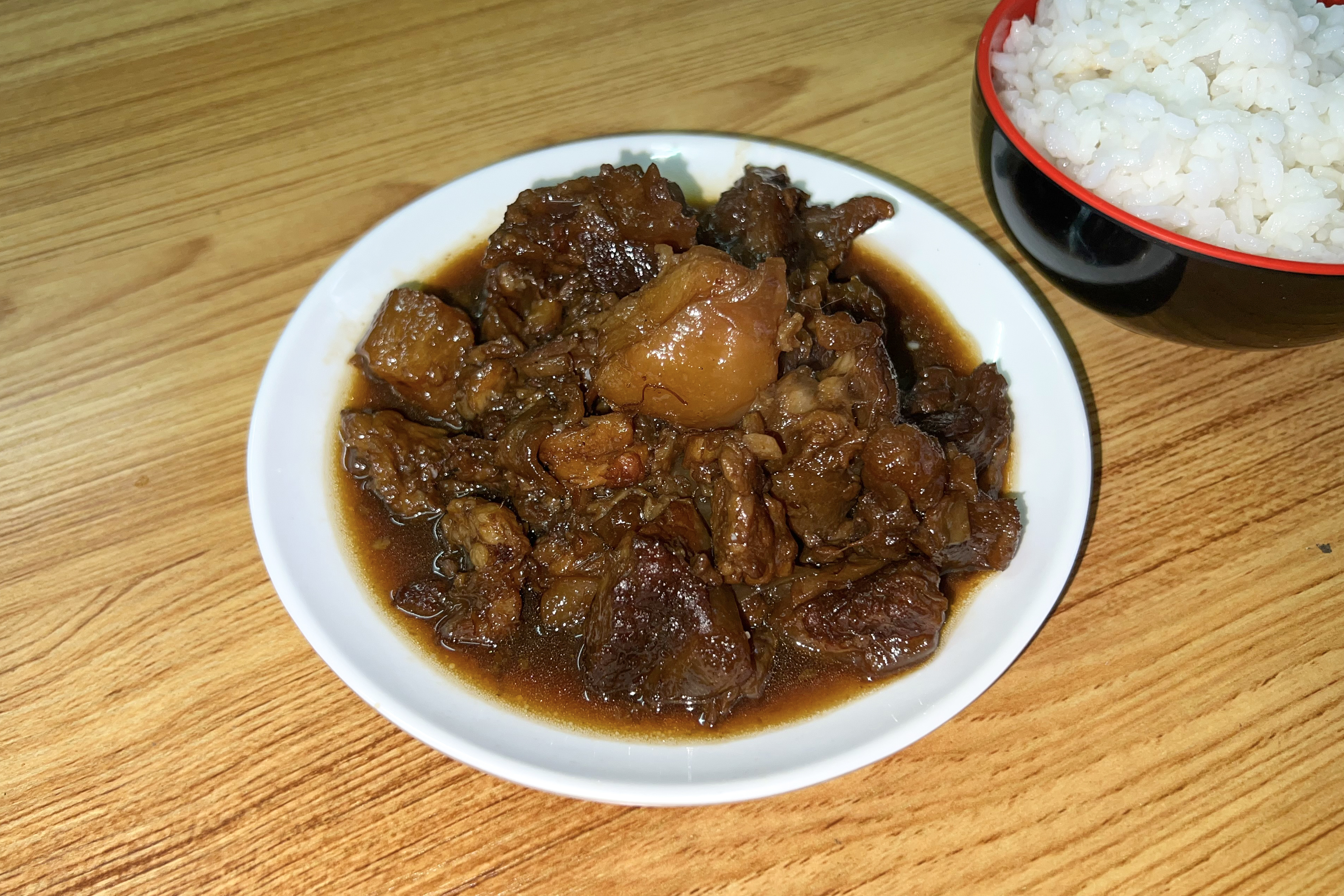
煨牛肉

煨是一种烹调手法，有湯煨和炭煨之分。
- 湯煨
將食材放進燒滾的湯中以中火慢慢煮熟，目的是令食材致軟和吸收湯汁
- 炭煨
食材與炭火相隔一層泥土或灰煨熟